# Olexij (Dorodnicyn)
Olexij (světským jménem: Anempodist Jakovyč Dorodnicyn; 14. listopadu 1859, Uspenka – 1919, Novorossijsk) byl ukrajinský duchovní Ruské pravoslavné církve a arcibiskup vladimirský a šujský.

## Život
Narodil se 14. listopadu 1859 ve vesnici Uspenka v Jekatěrinoslavské gubernii do rodiny čtece.
Navštěvoval Jekatěrinoslavský duchovní seminář a roku 1885 dokončil Moskevský duchovní akademii. Následující rok se stal učitelem na Chersonském duchovním učilišti.
V březnu 1902 byl postřižen na monacha se jménem Olexij a téhož roku byl rukopoložen na jeromonacha. V srpnu se stal inspektorem Stavropolského duchovního semináře.
V září 1903 byl jmenován rektorem Litevského duchovního semináře s povýšením na archimandritu.
Dne 30. května 1904 byl rukopoložen na biskupa sumského a vikáře charkovské eparchie. Světiteli byli arcibiskup charkovský Arsenij (Brjancev), biskup tavrický Mykolaj (Zjorov), biskup jekatěrinoslavský Simeon (Pokrovskij) a další.
Od 18. července 1905 byl biskupem jelizavetgradským a vikářem chersonské eparchie. Dne 27. srpna 1905 byl ustanoven biskupem čistopolským a vikářem kazaňské eparchie. Dne 5. září stejného roku se stal rektorem Kazaňské duchovní akademie.
Dne 17. ledna 1912 byl ustanoven biskupem saratovským a caricynským.
Dne 20. července 1914 byl jmenován arcibiskupem vladimirským a suzdalským. Dne 24. března 1916 mu byl změněn titul na vladimirský a šujský.
Na jaře 1917 sjezd kléru a laiků eparchie požadoval jeho odvolání za „despotické“ řízení, tvrdé zacházení s duchovenstvem a z důvodu nařčení z blízkosti ke Grigoriju Rasputinovi. Svatý synod se rozhodl jej odvolat.
Na podzim roku 1917 se svévolně usadil v Kyjevskopečerské lávře. Pokusil se uchopit církevní moc v Kyjevě a vyhlásit autokefalitu na Ukrajině (Ukrajinská autokefální pravoslavná církev). Svatý synod pověřil metropolitu Platona (Rožděstvenského), aby povolal do Moskvy bývalého vladimirského arcibiskupa Olexije. Olexij se cestě vyhnul tím, že všechny jízdenky na vlak byly prodány do 30. ledna. Metropolita Platon získal jízdenku na 25. prosince, ale Olexij zaslal lékařskou zprávu o těžké nervové poruše. Dne 7. ledna 1918 byl metropolitou kyjevským Vladimirem (Bogojavlenským) za neposlušnost a porušení kanónů zbaven kněžství.
Zemřel asi v prosinci roku 1919 v Novorossijsku. Nalezen byl arcibiskupem Jevlogijem (Georgijevským). Jeho tělo bylo nalezeno ve stodole, kde leželo tři dny ve spodním prádle. Podle svědectví bylo tělo v rakvi špinavé a byl oblečen do starého roucha.